# Воздушный волк
«Воздушный волк» (англ. Airwolf) — американский телевизионный фильм и телесериал 1980-х годов об одноимённом сверхзвуковом вертолёте (в главной роли выступает Ян-Майкл Винсент, в роли «Воздушного волка» — косметически видоизменённый Bell 222A). 56-серийный сериал демонстрировался в США с 1984 по 1986 год, дополнительные 24 серии, выпущенные другой компанией и с новыми актёрами, были показаны в 1987 году.
Сериал был создан продюсером Дональдом П. Беллисарио, автором сериалов «Частный детектив Магнум» и «Квантовый скачок». Музыку написали Сильвестр Левай, Уди Харпаз, Иэн Фрибайрн-Смит и Бернардо Сигалл (1—3 сезоны), а также Рик Паттерсон (4 сезон).

## В ролях
- Ян-Майкл Винсент — Стрингфеллоу Хоук
- Эрнест Боргнайн — Доминик Сантини
- Алекс Корд — Майкл Голдсмит Бриггс Третий / Архангел
- Джин Брюс Скотт — Кейтлин О’Шеннесси
- Дебора Прэтт — Марелла
- Дэвид Хеммингс — доктор Чарльз Генри Моффет
- Белинда Бауэр — Габриелла Адмюр
- Юджин Роч — сенатор Диц, Эдди Донахью
- Хелен Филлипс — Анджела
- Джон Сандерфорд — лейтенант Джон Уиннер
- Чад Аллен — Хо Минь Чыонг
- Джеймс Уитмор мл. — майор Сэм Ропер
- Шеннен Доэрти — девочка Фиби Даннер
- Рафаель Кампос — Хоаким Сантос
- Рут Бритт — Мириам Сантос
- Хулио Медина — полковник Ариас
- Скотт Хайлендс — Митчелл Брук
- Майкл Хэлси — Патрик Макгрегор Мур, Данкирк
- Кристофер Коннелли — Сен-Джон Хоук
- Кристофер Стоун — полковник Мартин Джеймс Видор
- Гранд Л. Буш — генерал Али Бутами
- Джина Гальего — Стелла Ривьера
- Дэвид Кэррадайн — доктор Роберт Винчестер
- Кэтлин Ллойд — Антония «Тони» Донателли
- Джефф МакКей — сержант Вилли Нэш
- Генри Дэрроу — Филип Морис
- Лэнс Лего — шериф
- Мэгги Купер — Розалинд Грегори
- Уолтер Готелл — полковник Крюгер / Ганс Дауберт
- Това Фелдшу — Сара Лебо
- Джон Эриксон — доктор Карл Крюгер
- Камилла Спарв — Мария фон Фёрстер
- Барри Ингэм — агент КГБ Владимир Кинсков
- Сэм Мелвилл — Мейс Таггерт
- Ян Тршиска — капитан-лейтенант Леонид Злруков
- Карла Хадимова — лейтенант Елена Лупани
- Энн Локхарт — сержант Энн Бреннен
- Ноубл Уиллингэм — Честер Нансен
- Джеймс Шигета — полковник Тран Ван Зунг
- Джозеф Кампанелла — генерал Эллиот Сэндгувер
- Ричард Линч — Джеральд ван Дориан
- Уингз Хаузер — Харлен «Гомер» Дженкинс
- Барри Ван Дайк — Сен-Джон Хоук
- Мишель Скарабелли — Джо Сантини
- Джерент Вин Дэйвис — Майк Риверс
- Энтони Шервуд — Джейсон Локк
- Уильям Б. Дэвис — Ньюман
- Титос Вандис — Иван Ривера

## Отзывы
Сайт «Афиша» включил «Воздушный волк» в список 190 сериалов, которые в 1990-е годы смотрела вся Россия.
«Воздушный волк» оснащён реактивными двигателями и способен передвигаться быстрее звука, но в реальности вертолёт, ввиду конструктивных особенностей, не способен приблизиться к звуковому барьеру. Официальный мировой рекорд скорости вертолёта — 400,87 км/ч, неофициальный установил экспериментальный Eurocopter X3 — 472 км/ч (максимальная скорость прототипа «Волка», Bell 222 — всего 265 км/ч). В 2016 году телеканал «Звезда» назвал «Воздушный волком» будущего Ка-31, Ка-52 и Ка-60.